# Louis Panella
Louis J. Panella (Pittsburgh, 1881 – aldaar, 13 maart 1940) was een Amerikaans componist, muziekpedagoog en trompettist. Hij is de jongere broer van de componist en klarinettist Frank A. Panella. Met hem samen heeft hij een muziekuitgeverij "Panella Music Company" in Pittsburgh opgericht.

## Levensloop
Panella werd na zijn muziekstudie als trompettist lid van het Pittsburgh Symphony Orchestra. Samen met zijn oudere broer speelde hij in verschillende harmonieorkesten in en in de omgeving van Pittsburgh. Hij was meer dan 26 jaar docent voor trompet aan het "Pittsburgh Carnegie Institute of Technology", nu: Carnegie-Mellon Universiteit in Pittsburgh. Als componist schreef hij meer dan 200 liederen, dansen en marsen voor harmonieorkest. De meeste van zijn werken waren opgedragen aan personen, pleinen of organisaties. Ongetwijfeld is zijn bekendste mars de American Red Cross March. Verschillende latere werken droeg hij op aan diverse universiteiten. In de laatste jaren kon hij vanwege zijn oogziekte slechts weinig componeren.

## Composities

### Werken voor harmonieorkest
- 1902 Allegiance to the Flag
- 1907 Fighting Chance
- 1911 Civic Pride
- 1918 American Red Cross March[1]
- 1919 With the Colors
- 1922 The Pitt Panther
- 1924 In Command March
- 1925 The University of Dayton, ook bekend als: UD Loyality March
- 1932 Amerita
- 1932 The Junior
- 1933 Alhambra festival, ouverture
- Freshman
- Knights of Chivalry
- Master Melodies Overture
- Overture of Overtures
- Senior
- Sophomore
- Venus

### Vocale muziek
- Carolina lullaby, voor twee mannenstemmen, viool, cornet en orkest

### Kamermuziek
- That Spooky Rag, voor klarinet en piano

## Media
1. ↑  American Red Cross March door de United States Air Force Band

- International Standard Name Identifier: 0000 0000 4291 3925
- Library of Congress Control Number: no00095525
- Nationale Bibliotheek van Israël: 987007411126405171
- Virtual International Authority File: 16777941
- WorldCat: E39PBJgRT3YH7WMYyydHMyg7pP